# Unalaska (île)
Pour les articles homonymes, voir Unalaska.
Unalaska, en aléoute Nawan-Alaxsxa, est une île de l'Alaska faisant partie des îles Aléoutiennes, considérée comme la deuxième plus grande de l'archipel par sa superficie de 2 100 km2. Originellement peuplée par les Aléoutes, les Européens la découvrent en 1741 avec l'explorateur danois au service de la Russie Vitus Béring. La ville d'Unalaska est peuplée de 4 580 habitants d'après un recensement de 2002.

## Géographie

### Localisation et topographie

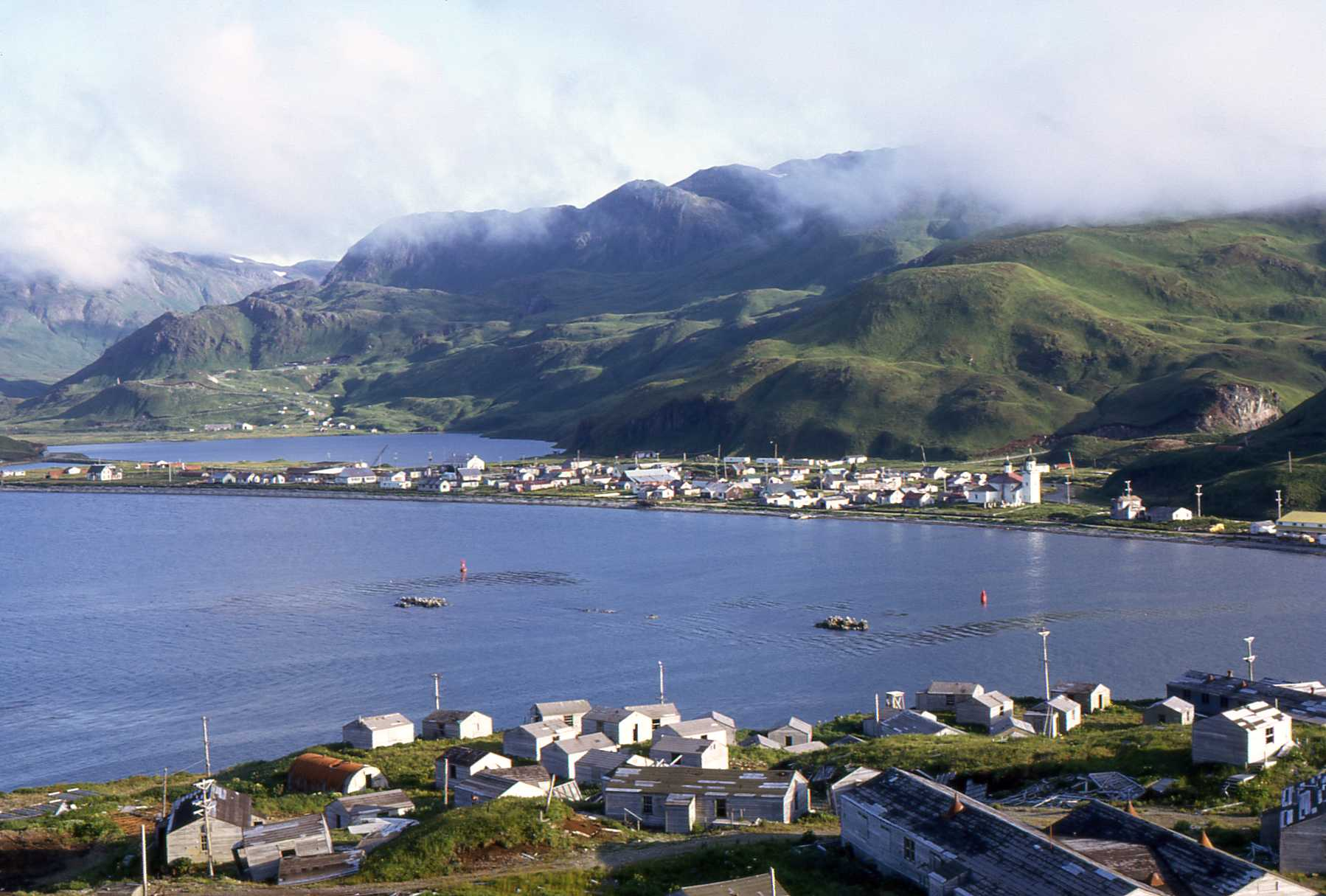
La ville d'Unalaska.

Elle est stratégiquement située à 50 milles marins du littoral de la mer de Béring, à 800 milles marins au sud-ouest d'Anchorage et à 1 140 milles marins de Seattle. Son point culminant est le mont Makushin d'une hauteur de 1 800 mètres d'altitude. Unalaska est la capitale homonyme de l'île ; sa création remonte à une date imprécise située entre 1760 et 1775.

### Climat
Les températures hivernales sur Unalaska varient de −2 °C à −40 °C tandis que les températures estivales s'échelonnent entre 7 °C et 43 °C. Les précipitations annuelles atteignent en moyenne 605 mm tandis que la neige peut déverser 72 cm à l'année. La vitesse moyenne du vent sur l'île qui provient principalement de l'axe sud-sud-est est en moyenne équivalent à 8 m/s alors que la plus grande rapidité enregistrée le 26 décembre 1988 où le vent avait atteint une vitesse de 77 m/s (277 km/h).

## Économie

### Commerce et industries
Unalaska est reconnue comme un centre d'échange régional et comme un centre de commerce international. Elle comprend le premier port national depuis 1992 pour le volume et la valeur de ses fruits de mer. En 1993, les échanges réalisés sur Unalaska composaient 52 % du marché intérieur de l'Alaska entière. Sur l'île, environ 90 % de la force de travail dépend économiquement du secteur industriel de la pêche. Une partie importante et cruciale du secteur des affaires d'Unalaska est composée de l'assistance, la réparation et la manutention des flottes de pêche nationales et étrangères. Les jours de travail sur l'île sont fixés à 363 par an. Un développement très rapide s'est présenté sur l'île entre 1988 et 1992 dû à l'industrie de la pêche et de la chasse aux phoques. Peu à peu, Unalaska a commencé à s'adapter et connait désormais un fort développement grâce à l'industrie touristique.

### Tourisme
L'île tente de plus en plus de développer une industrie touristique en se dotant entre autres d'un aéroport comprenant des vols chaque jour, d'une base pour les hydravions ainsi que d'une navette mise en place durant les mois d'été.

## Démographie

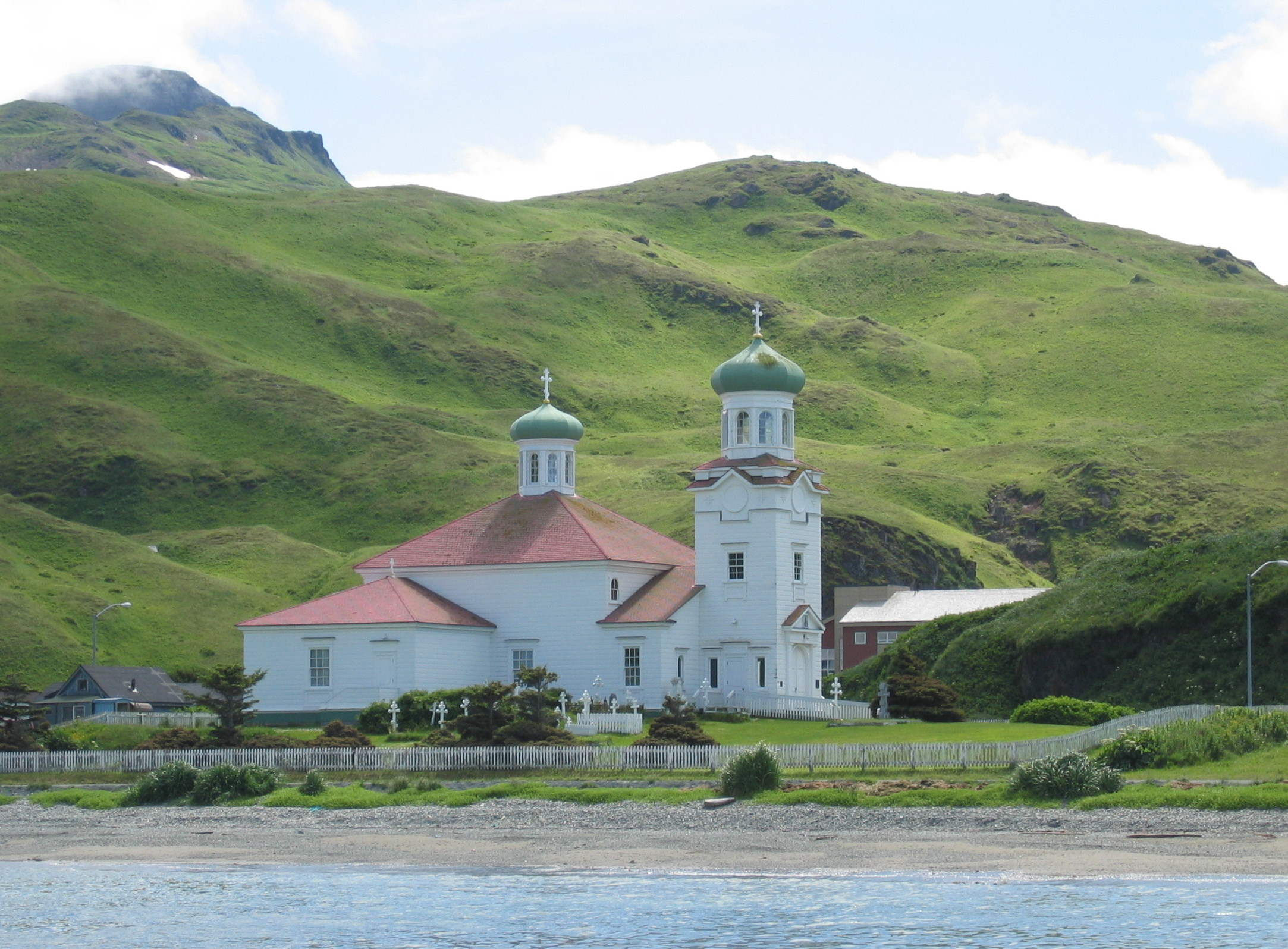
L'église de la Sainte Ascension.

La population est ethniquement et culturellement variée grâce aux activités de travail des poissons. Les Aléoutes, la population originaire des îles Aléoutiennes, compose environ 7 % de la population globale tandis que le reste est constitué d'Asiatiques (19 %), de Latino-américains (13 %) et de Blancs (61 %). L'église de la Sainte-Ascension est la plus vieille église orthodoxe russe de toute l'Amérique du Nord.